# Finsk
Finsk (adjektiv) avser dels någon som i första hand, rör, utmärker eller härstammar från finnarna, alltså den finskspråkiga språkgruppen, till största delen boende i Finland (men även i Ryssland, Estland, Norge och Sverige), dels i vissa sammanhang även något som hänför sig till Finland. Då det är oklart vilken betydelse som avses bör man för den senare använda finländsk.
Man kan göra skillnad mellan finländska dagstidningar (alla dagstidningar som ges ut i Finland), finska dagstidningar (dagstidningar på finska, oavsett utgivningsort) samt finlandssvenska dagstidningar (dagstidningar på svenska som ges ut i Finland). För film gäller samma princip: finsk film är film på finska språket, medan finländsk film innefattar också de finlandssvenska filmerna.
Likaså har man ibland behov av att skilja på finlandssvenska organisationer (svenskspråkiga organisationer i Finland), finska organisationer (finskspråkiga organisationer, oavsett i vilket land de verkar), och om man inte känner behov av att skilja mellan organisationerna använder man finländska organisationer som övergripande beteckning.
Då det man behandlar inte har att göra med vare sig språken eller språkgrupperna, kan endera adjektiven (finsk eller finländsk) användas. Man talar vanligen om finska flaggan och finsk medborgare eftersom ingendera är språkrelaterad, men att till exempel säga finländsk medborgare är inte fel och kan ibland vara befogat. Radioprogrammet Språket i Sveriges radio ger följande råd: ”I sammanhang där språket inte är inblandat spelar det mindre roll. Man kan säga både finsk och finländsk konst.”. 
Adjektivet finländsk myntades under första hälften av 1910-talet, dessförinnan användes genomgående finsk i historiska texter i båda betydelserna. Fortfarande i modernt språkbruk i Sverige, förekommer det att folk inte har klart för sig distinktionen mellan orden.

### Webbkällor
- TT-språket (svenska) Läst 6 januari 2014.